# Polderfranjehoed
De polderfranjehoed (Psathyrella almerensis) is een schimmel behorend tot de familie Psathyrellaceae. Hij komt voor in rietlanden en oevervegetaties. Hij leeft saprotroof op dode stengels, soms wortels, van riet (Phragmites australis), lisdodde (Typha) en andere hoge moerasplanten in rietvelden en langs oevers op voedselrijke, natte bodems.

## Kenmerken
Hij heeft grote utriforme pleurocystidia.

## Verspreiding
In Nederland komt de polderfranjehoed zeldzaam voor. Hij staat op de rode lijst in de categorie 'Bedreigd'.